# B–47-baleset 1958-ban a Tybee-sziget fölött
1958. február 5-én egy B–47 Stratojet bombázó szimulált harci küldetésben vett részt a floridai Homestead légi bázisról felszállva. A bombázó a küldetés során egy F–86-os vadászgéppel ütközött. Az F–86-os azonnal lezuhant, de a B–47-es csak megsérült.
A személyzet a földi irányítástól engedélyt kért, hogy a kényszerleszállás előtt a fedélzeten tárolt Mark–15-ös hidrogénbombát eldobják. A bomba a közeli, sekély vizű Wassaw Sound öbölbe hullott, a bombázót pedig biztonságban letette a pilóta a repülőtéren.
Bár a légi bázis vezetése állította, hogy a bombából a baleset idején a robbanást indító kapszula el lett távolítva, 1966-os, az Atomfegyverek Egyesített Bizottságai elnökéhez írt levelében a helyettes védelmi miniszter William Jack Howard állította, hogy ez egy működőképes, kapszulával szerelt bomba volt.
A baleset a százezres lakosú georgiai Savannah várostól 20 kilométerre történt.